# Patañjali

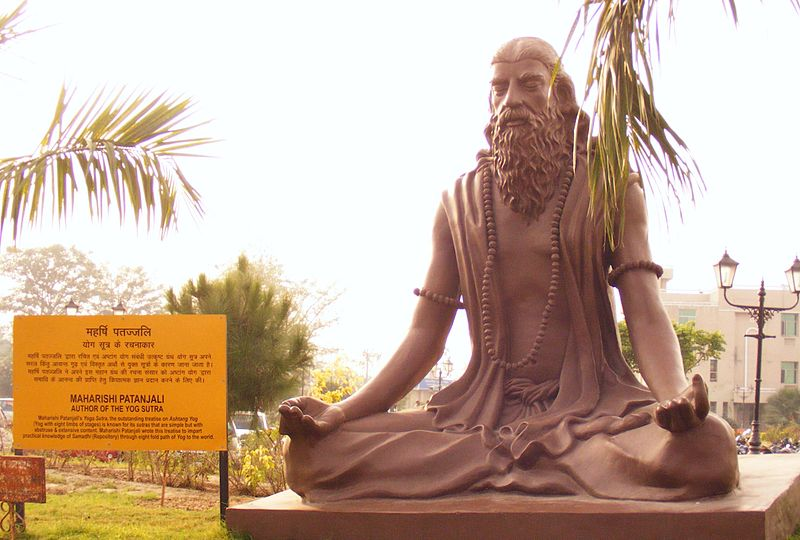
Estatua de Patañjali, retratado como un sabio de mediana edad.

Patañjali (en sánscrito: पतञ्जलि, romanizado: Patañjali), también llamado Gonardiya o Gonikaputra, fue un Siddhar; un Hindu autor, místico y filósofo. Se sabe muy poco sobre él, y aunque nadie sabe exactamente cuándo vivió, las estimaciones del análisis de sus obras sugieren que pudo haber sido entre el siglo II a. C. y el siglo IV de nuestra era.
Se le considera autor y compilador de varias obras de Sánscrito. La mayor de ellas son los Yoga Sutras, un texto clásico de yoga. Se especula sobre si el sabio Patañjali es el autor de todas las obras que se le atribuyen, ya que se conocen varios autores históricos del mismo nombre. Una gran cantidad de estudiosos se ha dedicado en el último siglo a la cuestión de la historicidad o la identidad de este autor o estos autores.

## Significado del nombre Patañjali
- patañjali, en el sistema AITS (alfabeto internacional para la transliteración del sánscrito).
- पतञ्जलि, en escritura devanagari y en sánscrito.
- Pronunciación aproximada: /patáñyali/.[3]

Pata significa ‘caído [del cielo]’ y añjali describe el gesto de plegaria de las manos juntas por las palmas (el gesto de reverencia namaskar).

## El Yoga-sutra de Patañjali
Patanshali fue un pensador hindú cachemiro, autor del Yoga-sutra, importante texto sánscrito compuesto por aforismos (sutras) acerca del yoga. Probablemente vivió en el siglo II  a. C., aunque este dato no se puede establecer claramente, así lo afirman distintos indólogos como Georg Feuerstein.

## Hagiografía
Una tradición cuenta que Patañjali habría nacido en Gonarda (Cachemira, en el noroeste de la India), en el año 256 a. C.
Su padre se llamaba Angiras —hijo de Uru y Agneii, que eran practicantes de tantra—. Su madre se llamaba Gonika, y era yoguini tántrica y devota del Señor Shivá, teniendo una fuerte inclinación por el estudio de los Agamas. Gonika era hija de Jirania Garbha, seguidor fiel de la doctrina sankhia del ateo Kapila quien, según muchos escritores, fue el creador de la primera doctrina de la India. Jirania Garbha decidió dotar a esta filosofía de una parte práctica, fundando así el yoga. Según los seguidores de Patañjali, en un principio el yoga y el sankhia eran una sola y única escuela, que posteriormente se separaron.
Patañjali vivió como yogui, aprendiendo las enseñanzas de su abuelo Jirania Garbha, quien a su vez había sido discípulo del filósofo Kapila, el fundador del sankhia. A temprana edad Patañjali se casó con Lolupa, quien fue su única esposa, y tuvo como hijo a Naga Putra (‘hijo de la serpiente’).

## Los «Yoga-sutras»

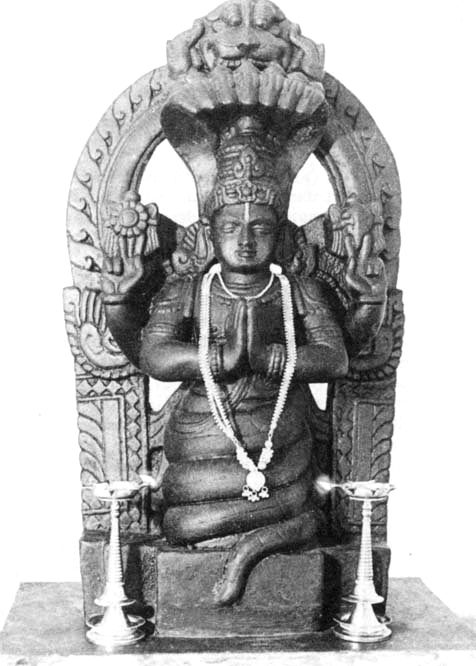
Patañjali retratado como encarnación de la serpiente divina Adi Shesha (expansión de Sankarshan).

Se cree que el Yoga-sutra data aproximadamente del 150 a. C. Frecuentemente Patañjali es nombrado como el fundador del yoga debido a esta obra, aunque en realidad se lo considera una figura menor. El Yoga-sutra, como tratado de yoga, se basa en la doctrina samkhia y en la escritura sagrada hindú Bhagavad-gita.
Las bases de esta doctrina del yoga —la técnica para unir la conciencia individual con Dios— también se encuentra en los Puranas y las Upanishad.
El yoga de Patañjali es una de las seis doctrinas (darsana) del hinduismo. Los sutras presentan por segunda vez la idea del popular término hindú ashtanga yoga (‘el yoga de ocho miembros’). La primera mención aparece en la Bhagavad-guitá (aproximadamente del siglo III a. C.).

## Discípulo
El principal discípulo de Patañjali fue Dattatreya (de Samkriti), quien escribió un tratado acerca del Yoga-sutra. Él podría haber sido el encargado de convertir el ashtanga-Yoga de Patañjali en un darshana (doctrina hinduista basada indirectamente en los textos épicos Vedas).
El famoso escritor Viasa, mítico autor del Vedanta sutra, realizó un comentario acerca del Yoga-sutras de Patañjali.[cita requerida]

## Obras

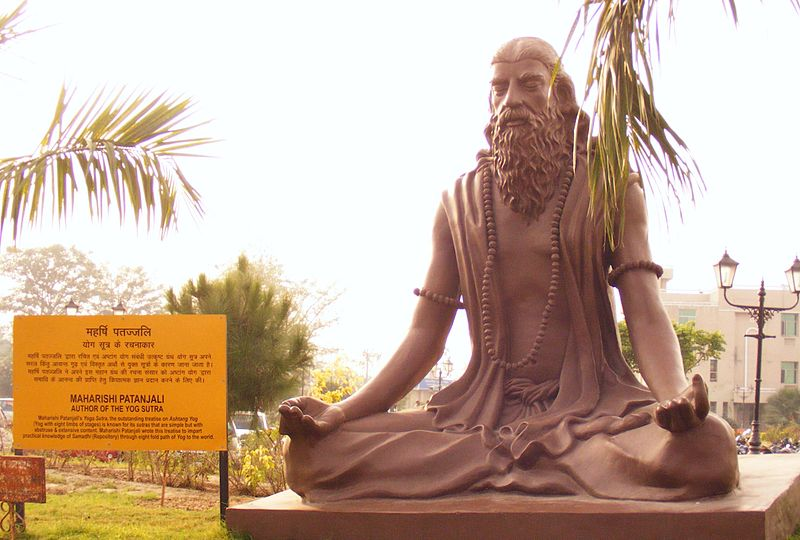
Patañjali - Representación moderna en Patanjali Yogpeeth, Haridwar.

Si las dos obras, los Yoga Sutras y el Mahābhāṣya, son del mismo autor ha sido objeto de considerable debate. La autoría de las dos se atribuye por primera vez a la misma persona en Rajamartanda de Bhojadeva, un comentario relativamente tardío (siglo X) sobre los Yoga Sutras, así como varios textos posteriores. En cuanto a los textos en sí, el Yoga Sutra iii.44 cita un sutra como el de Patanjali por su nombre, pero esta línea en sí no es del Mahābhāṣya. Esta leyenda del siglo X de autoría única es dudosa.  Los estilos literarios y los contenidos de los Yogasūtras y el Mahābhāṣya son totalmente diferentes, y la única obra sobre medicina atribuida a Patañjali se ha perdido.  Las fuentes de duda incluyen la falta de referencias cruzadas entre los textos, y ningún conocimiento mutuo entre ellos, a diferencia de otros casos de obras múltiples de autores sánscritos (posteriores).  Además, algunos elementos de los Yoga Sutras pueden datar de una fecha tan tardía como el siglo IV E.C., pero tales cambios pueden deberse a una autoría divergente, o a añadidos posteriores que no son atípicos en la tradición oral. La mayoría de los estudiosos se refieren a ambas obras como "de Patanjali", sin querer decir que sean del mismo autor.
Además de los Mahābhāṣya y Yoga Sūtras, el comentario del siglo XI sobre Charaka del erudito bengalí Chakrapani Datta, y el texto del siglo XVI Patanjalicarita atribuye a Patañjali un texto médico llamado el Carakapratisaṃskṛtaḥ (ahora perdido) que es aparentemente una revisión (pratisaṃskṛtaḥ) del tratado médico de Caraka.  Aunque hay un breve tratado sobre yoga en la obra médica llamada Carakasaṃhitā (de Caraka), hacia el final del capítulo llamado śārīrasthāna, destaca por no tener mucho parecido con los Yoga Sūtras, y de hecho presenta una forma de yoga óctuple que es completamente diferente de la expuesta por Patañjali en los Yoga Sūtras y el comentario Yogasūtrabhāṣya.

### Yoga Sūtra
Los Yoga Sūtras de Patañjali son 196 sutras indios (aforismos) sobre Yoga. Fue el texto indio antiguo más traducido en la época medieval, habiéndose traducido a unas cuarenta lenguas indias y a dos lenguas no indias: javanés antiguo y árabe. El texto cayó en el olvido durante casi 700 años, desde el siglo XII hasta el XIX, y resurgió a finales del siglo XIX gracias a los esfuerzos de Swami Vivekananda y otros. En el siglo XX volvió a cobrar importancia como clásico.
Antes del siglo XX, la historia indica que la escena del yoga indio estaba dominada por otros textos de Yoga como el Bhagavad Gita', el Yoga Vasistha y el Yoga Yajnavalkya]. Los estudiosos consideran las formulaciones de los Yoga Sūtras de Patañjali como uno de los fundamentos del Yoga filosofía clásico del hinduismo.

### Mahābhāṣya
El Mahābhāṣya ("gran comentario") de Patañjali sobre el Aṣṭādhyāyī de Pāṇini es una importante exposición temprana sobre Pāṇini, junto con el algo anterior Varttika de Katyayana. Patanjali se refiere a cómo se asocian las palabras y los significados - Patanjali afirma shabdapramâNaH - que el valor probatorio de las palabras es inherente a ellas, y no derivado externamente - la asociación palabra-significado es natural. Estas cuestiones de la relación palabra-significado (símbolo) serían elaboradas en la tradición lingüística Sánscrito, en los debates entre las escuelas Mimamsa, Nyaya y Budista durante los siguientes quince siglos.

#### Sphota
Patanjali también define una noción temprana de sphota, que sería elaborada considerablemente por lingüistas sánscritos posteriores como Bhartrihari.  En Patanjali, un sphoTa (de sphuT, chorro/estallido) es la cualidad invariable del habla.  El elemento ruidoso (dhvani, parte audible) puede ser largo o corto, pero el sphoTa no se ve afectado por las diferencias individuales del hablante. Así, una sola letra o "sonido" (varNa) como k, p o a es una abstracción, distinta de las variantes producidas en la enunciación real. Este concepto se ha vinculado a la noción moderna de fonema, la distinción mínima que define sonidos semánticamente distintos.  Así, un fonema es una abstracción para una gama de sonidos.  Sin embargo, en escritos posteriores, especialmente en Bhartrihari (siglo VI d.C.), la noción de sphoTa cambia para convertirse más en un estado mental, que precede a la emisión real, similar al lemma.
Los escritos de Patañjali también elaboran algunos principios de morfología (prakriyā).  En el contexto de la elaboración de los aforismos de Pāṇini, también discute el comentario de Kātyāyana, que también son aforísticos y sūtra; en la tradición posterior, éstos fueron transmitidos como incrustados en la discusión de Patañjali.  En general, defiende muchas posiciones de Pāṇini que fueron interpretadas de forma algo diferente en Katyayana.

#### La metafísica como motivación gramatical
A diferencia de los objetivos de Pāṇini en el Ashtyadhyayi, que es distinguir las formas y significados correctos de los incorrectos (shabdaunushasana), los objetivos de Patanjali son más metafísicos.  Estos incluyen las recitaciones correctas de las escrituras (Agama), el mantenimiento de la pureza de los textos (raksha), la aclaración de la ambigüedad (asamdeha), y también el objetivo pedagógico de proporcionar un mecanismo de aprendizaje más fácil (laghu). Esta inclinación metafísica más fuerte también ha sido indicada por algunos como uno de los temas unificadores entre los Yoga Sutras y el Mahābhāṣya, aunque un examen de cerca
del uso real del sánscrito por Woods no mostró similitudes en el lenguaje o la terminología.
El texto del Mahābhāṣya fue editado críticamente por primera vez por el orientalista del siglo XIX Franz Kielhorn, quien también desarrolló criterios filológicos para distinguir la "voz" de Kātyāyana de la de Patañjali.  Posteriormente han aparecido otras ediciones, considerándose a menudo definitivos el texto y la traducción de 1968 de S.D. Joshi y J.H.F. Roodbergen. Lamentablemente, esta última obra está incompleta.
A menudo se afirma que Patanjali afirmó que existía una hostilidad entre los grupos brahmánicos ortodoxos (Astika) y los grupos heterodoxos, nAstika (budismo, jainismo y ateos), como la que existe entre una mangosta y una serpiente. Nathan McGovern argumenta que Patanjali nunca utilizó esta analogía entre mangosta y serpiente.
Patanjali también arroja luz sobre los acontecimientos contemporáneos, comentando la reciente incursión griega, y también sobre varias tribus que vivían en las regiones del noroeste del subcontinente.

### Patanjalatantra
Patanjali es también el reputado autor de un texto médico llamado Patanjalah, también llamado Patanjala o Patanjalatantra. Este texto se cita en muchos textos indios relacionados con el yoga y la salud. Patanjali es llamado autoridad médica en varios textos sánscritos como Yogaratnakara, Yogaratnasamuccaya, Padarthavijnana, Cakradatta bhasya.  Algunas de estas citas son exclusivas de Patanjala, pero otras también se encuentran en importantes tratados médicos hindúes como Charaka Samhita y Sushruta Samhita'.
Hay un cuarto erudito también llamado Patanjali, que probablemente vivió en el siglo VIII y escribió un comentario sobre Charaka Samhita y este texto se llama Carakavarttika. Los dos eruditos médicos llamados Patanjali pueden ser la misma persona, pero generalmente se acepta que son personas completamente diferentes al Patanjali que escribió el clásico de gramática sánscrita Mahabhasya.

## El mito
Los hinduistas consideran que Patañjali es una encarnación de la serpiente divina Adi Sesa, quien es otro aspecto del dios Sankarshan, la primera expansión del dios Visnu.

### Shiva
Según los textos escritos por los discípulos de Patañjali, el dios Shiva enseñó por primera el yoga a su esposa Párvati mientras un narval o delfín del río Ganges lo escuchaba.
Al oír sobre yoga de labios del dios, el delfín se convirtió en hombre, que fue llamado Mīna Ananta o Matsiendra (siendo matsia: ‘pez’ e indra: ‘rey’). Este Matsiendra, discípulo del dios Shiva, fue más tarde el maestro de Shiva Mahadeva Nath, el creador del yoga.

### Visnu
Cierto día, el dios Visnu quedó extasiado por la danza de Nataraj (‘el rey de la danza’, nombre del dios Shivá cuando baila), sintiendo tanto placer y felicidad que comenzó a temblar.
La serpiente Ananta —que es la pitón que sostiene a Visnu—, le preguntó a este qué había sucedido, y Vishnú respondió que la danza de Nataraj Shivá le había provocado tanta felicidad y placer que experimentó el samādhi. Entonces la serpiente Shesha solicitó encarnar como hombre para poder experimentar el samadhi.
Vishnú le pidió ese favor a Shivá, y este le otorgó a Ananta la gracia de encarnar como humano en Kamaloka (el planeta Tierra, ‘mundo del deseo’, siendo kama: ‘deseo’ y loka: ‘mundo’), en el vientre de su esposa Párvati, quien encarnó en la Tierra como Gonika (la madre de Patañjali), una de sus seguidoras más fieles.
Gonika era una devota tántrica, y siempre le imploraba a Shivá por un hijo yogui. Escuchando este pedido, Sūrya (el dios del Sol) llamó a Shiva para que intercediera. Así fue como Ananta encarnó en el vientre de Gonika.
Patañjali aprendió todo sobre el yoga ya en el vientre de su madre.

## Otras leyendas sobre Patañjali
En India hay disputas acerca del lugar de nacimiento de Patañjali.
En el sur del país hay un texto de un contemporáneo de Patañjali llamado Siddha Thirumular. Según él, los padres de Patañjali habrían sido los míticos Atri (el primero de los Siete Rishis) y la sabia Anusuya. Habría nacido en las colinas Tiru Murti (antes llamadas el monte Kailāsh del Sur, en recuerdo del monte Kailasa, la morada del dios Shivá en los Himalayas). Estas se encuentran ubicadas a 100 km de Coimbatore. Patañjali habría sido uno de los 18 siddhas o sabios que alcanzaron la perfección espiritual.

## El Patañjali gramático
Existe un Patañjali que es autor del Maha-bhashia (‘gran comentario’) acerca del Ashta-dhiaii (escrito por el gramático Panini), el texto más antiguo acerca de las reglas del idioma sánscrito, relacionado con la doctrina vedanta.
Muchos historiadores del viakarana no creen que los dos textos hayan sido escritos por el mismo individuo: no hay pasajes paralelos en ambos trabajos, ni referencias cruzadas, ni discusiones de temas en común. Los dos textos no muestran conciencia el uno del otro (lo cual no es normal en caso de textos compuestos por un mismo autor indio).
La idea de que fue un solo autor quien escribió sobre gramática, yoga y medicina aparece por primera vez en un comentario bastante moderno acerca de los Yoga-sutras (escrito por Bhoja).[cita requerida]